# Robert Kennedy (Hockeyspieler)
Robert Lindsay Kennedy (* 31. Juli 1880 in Edenderry; † 22. April 1963 in Winnipeg) war ein irischer Hockeyspieler, der 1908 mit der irischen Nationalmannschaft Olympiazweiter war.
Robert Kennedy spielte als Stürmer für den Banbridge Hockey Club im heutigen Nordirland. Bei den Olympischen Spielen 1908 in London traten insgesamt sechs Mannschaften an, darunter vier britische Teams. In der ersten Runde schieden die beiden nichtbritischen Teams aus, während die walisische Mannschaft und die irische Mannschaft ein Freilos hatten. Diese beiden Mannschaften trafen dann im Halbfinale aufeinander, die Iren siegten mit 3:1. Im Finale unterlagen die Iren den Engländern mit 1:8.
Im Alter von 82 Jahren starb Robert Kennedy in Kanada.